# Żyły promieniowe

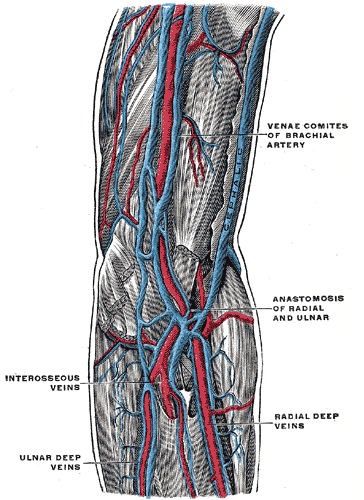
Żyły promieniowe podpisane radial deep veins.

Żyły promieniowe, żyły towarzyszące tętnicy promieniowej (łac. venae radiales, venae comitantes arteriae radialis) – w anatomii człowieka dwie żyły należące do układu żył głębokich kończyny górnej, przebiegające na przedramieniu wspólnie z żyłami łokciowymi. Powstałe z łuków żylnych dłoni, towarzyszą one tętnicy promieniowej. Biegną w komorze przedniej zginaczy. Żyły te łączą liczne krótkie zespolenia, co może utrudniać podwiązywanie tętnic. Żyły promieniowe i żyły łokciowe ulegają połączeniu, tworząc żyły ramienne od zgięcia łokciowego.